# Хокуто
Хокуто (јап. 北杜市) град је у Јапану у префектури Јаманаши. Према попису становништва из 2012. у граду је живело 46.559 становника.

## Становништво
Према подацима са пописа, у граду је 2012. године живело 46.559 становника.
| 1995.  | 2000.  | 2005.  |
| ------ | ------ | ------ |
| 47.318 | 47.888 | 48.144 |